# 劉顯輝
劉顯輝（英語：Jordi Lau），香港新聞從業員，曾任職無綫新聞體育組高級記者兼主播，現職公務員。
劉顯輝曾於香港早晨（7:30後）與文宇軒交替報道體育新聞，間中亦兼任晚間新聞體育主播。劉曾任職有線電視新聞部的體育組記者。
劉顯輝曾就讀聖公會曾肇添中學和香港中文大學新聞及傳播學系，與黃婉曼為同屆同學。

## 外部連結
- 陳漢威、劉顯輝、吳紀恩的合照[]
- 劉顯輝的新浪微博